# Ungkarlslyan
Ungkarlslyan (engelska: The Apartment) är en romantisk dramakomedifilm från 1960 i regi av Billy Wilder. I huvudrollerna ses Jack Lemmon och Shirley MacLaine. Filmen mottog fem Oscars, bland annat för bästa film. 

## Handling
C.C. "Bud" Baxter (Jack Lemmon) arbetar som kontorist på ett försäkringsbolag i New York och hyr samtidigt ut sin lägenhet på västra Manhattan till flera medarbetare högre upp inom företagshierarkin, i hopp om att själv kunna klättra på företagsstegen. Baxter fattar samtidigt tycke för en av företagets hissoperatörer, Fran Kubelik (Shirley MacLaine), ovetandes om att hon har en affär med företagets personalchef Jeff Sheldrake (Fred MacMurray).

## Rollista
| Jack Lemmon      | – C.C. "Buddy Boy" Baxter |
| Shirley MacLaine | – Fran Kubelik            |
| Fred MacMurray   | – Jeff D. Sheldrake       |
| Ray Walston      | – Joe Dobisch             |
| Jack Kruschen    | – Dr. Dreyfuss            |
| David Lewis      | – Al Kirkeby              |
| Hope Holiday     | – Mrs. Margie MacDougall  |
| Joan Shawlee     | – Sylvia                  |
| Naomi Stevens    | – Mrs. Mildred Dreyfuss   |
| Johnny Seven     | – Karl Matuschka          |
| Joyce Jameson    | – blondinen i baren       |
| Hal Smith        | – Jultomten i baren       |
| Willard Waterman | – Mr. Vanderhoff          |
| David White      | – Mr. Eichelberger        |
| Edie Adams       | – Miss Olsen              |

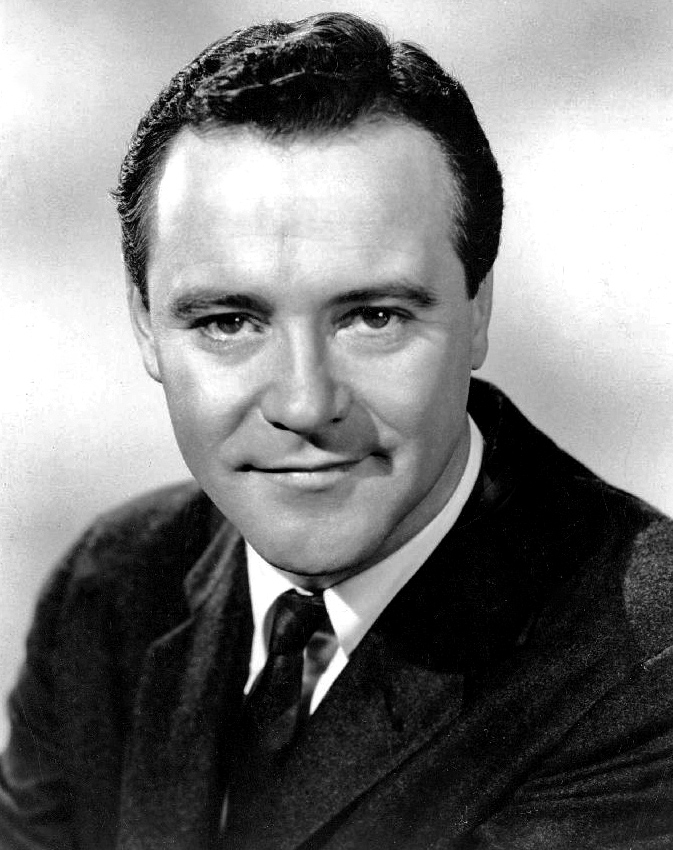
Jack Lemmon
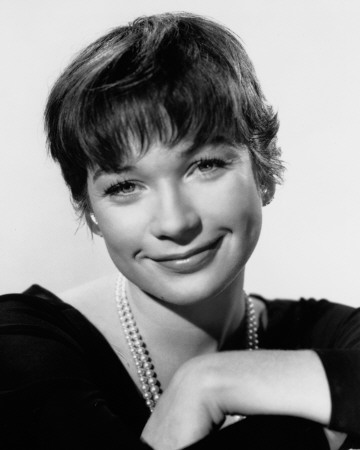
Shirley MacLaine
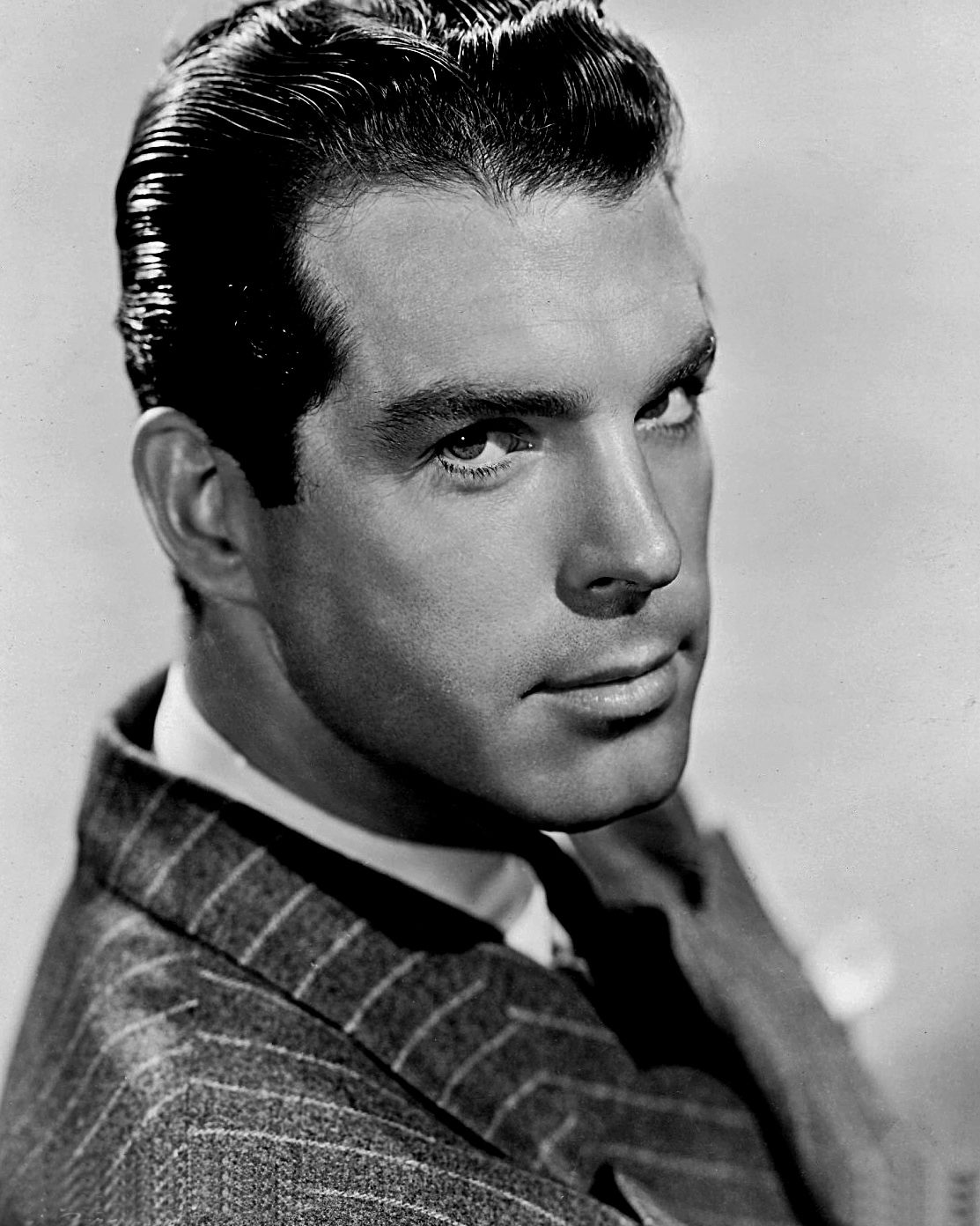
Fred MacMurray
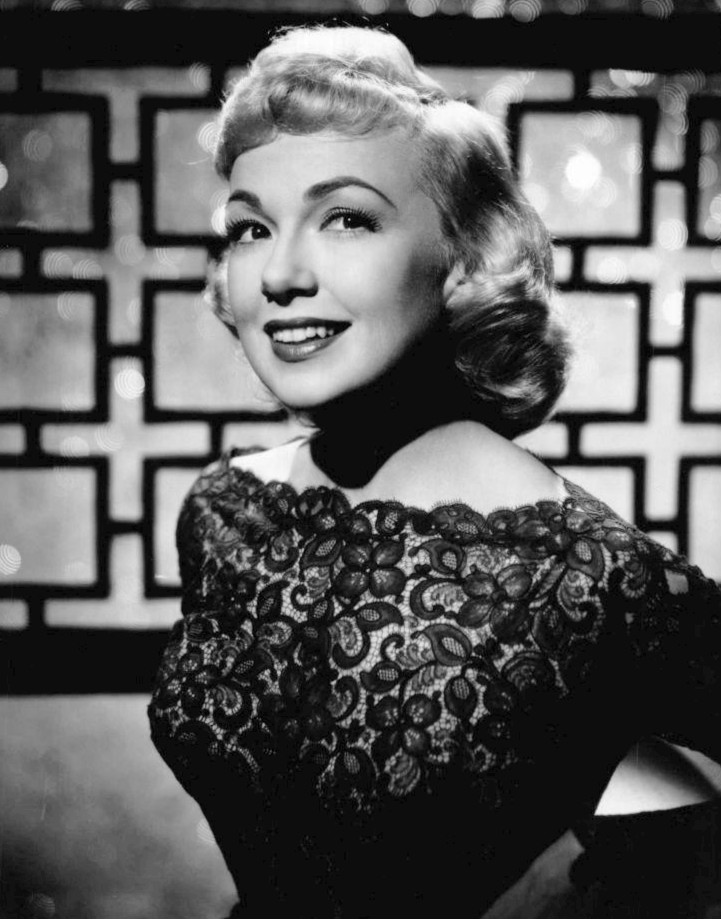
Edie Adams

## Andra versioner
1968 fick en scenmusikalversion premiär på Broadway under namnet Promises, promises med manus av Neil Simon och sånger av Burt Bacharach och Hal David. 